# Масселшелл
Ма́сселшелл (англ. Musselshell River; ассинибойн Tugí wakpá, Tugíska wakpá) — река в американском штате Монтана, правый приток реки Миссури. Длина составляет 470 км. Протекает по территории округов Гарфилд, Петролеум, Филлипс, Розбад, Масселшелл, Голден-Валли и Уитленд. Река берёт начало в горах в центральной части Монтаны от слияния небольших верховий Норт-Форк и Саут-Форк. Течёт сперва преимущественно в восточном, а затем — в северном направлениях. Впадает в Миссури в верхней части водохранилища Форт-Пек на высоте 685 м над уровнем моря.
Площадь бассейна — около 20 305 км². Средний расход воды — 7,1 м³/с; наиболее высокий показатель характерен для июня — в среднем 23,6 м³/с, а самый низкий для декабря — всего 1,9 м³/с. Питание главным образом снеговое. Многие места вдоль реки известны как популярные места рыбалки. Основные виды рыбы, обитающие в реке: горный валёк, кумжа, лосось кларка, микижа, американская палия, канальный сомик, канадский судак, малоротый окунь, жёлтый судак и др.